# Корпоративная культура
Корпоративная культура — совокупность моделей поведения, которые приобретены организацией в процессе адаптации к внешней среде и внутренней интеграции, показавших свою эффективность и разделяемых большинством членов организации. На сегодняшний день насчитывается 250 различных определений  корпоративной и организационной культуры. Компонентами корпоративной культуры являются:
- принятая система лидерства;
- стили разрешения конфликтов;
- действующая система коммуникации;
- положение индивида в организации;
- особенности гендерных и межнациональных взаимоотношений;
- принятая символика: лозунги, организационные табу, ритуалы.

Термин «корпоративная культура» появился в XIX веке. Он был сформулирован немецким фельдмаршалом Мольтке, который применял его, характеризуя взаимоотношения в офицерской среде. В то время взаимоотношения регулировались не только уставами, судами чести, но и дуэлями: сабельный шрам являлся обязательным атрибутом принадлежности к офицерской «корпорации». Правила поведения, как писанные, так и не писанные, сложились внутри профессиональных сообществ ещё в средневековых гильдиях, причём нарушения этих правил могли приводить к исключению их членов из сообществ.
Обычно существующая в организациях корпоративная культура — сложный комплекс предположений, бездоказательно принимаемых всеми членами коллектива и задающих общие рамки поведения.«Корпоративная культура формируется с учетом целей, задач и ценностей корпорации, отличающихся от ценностей других корпораций, а корпоративные связи, отношения, ценности, нормы поведения являются основой для формирования корпоративной культуры. Основными функциями корпоративной культуры являются обеспечение желаемого результата в будущем, формирование имиджа корпорации, воспитание чувства общности членов корпорации и принадлежности к её ценностям, усиление вовлеченности в дела корпорации и ответственности за ее результаты, формирование образцов поведения».
Современные руководители и управляющие рассматривают культуру своей организации как мощный стратегический инструмент, позволяющий ориентировать все подразделения и отдельных лиц на общие цели, мобилизовать инициативу сотрудников и облегчать продуктивное общение между ними. Они стремятся создать собственную культуру для каждой организации так, чтобы все служащие понимали и придерживались её. Современные организации, как правило, представляют собой поликультурные образования. На практике каждая организация несёт в себе черты различных типов культуры, и задача исследователя, взявшегося за анализ организации, выявить доминирующие типы, при этом, не упустив из поля зрения и развивающиеся или несущественные, на первый взгляд, тенденции.

## Другие определения
- «Вошедший в привычку, ставший традицией образ мышления и способ действия, который в большей или меньшей степени разделяют все работники предприятия и который должен быть усвоен и хотя бы частично принят новичками, чтобы новые члены коллектива стали „своими“». (Э. Джекс (Elliott Jaques, 1952))
- «Комплекс убеждений и ожиданий, разделяемый членами организации, эти убеждения и ожидания формируют нормы, которые в значительной степени определяют поведение в организации отдельных личностей и групп». (Х. Шварц и С. Дэвис (en:Howard Schwartz, en:Stanley Davis, 1981))
- «Система отношений, действий и артефактов, которая выдерживает испытание временем и формирует у членов данного культурного общества довольно уникальную общую для них психологию». (П. Б. Вейл)[3]
- «Уникальные характеристики воспринимаемых особенностей организации, то, что отличает её от всех других в отрасли». (К. Голд (en:Kenneth A. Gold, 1982))
- «Комплекс базовых предположений, изобретённый, обнаруженный или разработанный группой для того, чтобы научиться справляться с проблемами внешней адаптации внутренней интеграции, функционирующий достаточно долго, чтобы подтвердить свою состоятельность, и передаваемый новым членам организации как единственно правильный». (Эдгар Шейн)
- «Один из способов осуществления организационной деятельности посредством использования языка, фольклора, традиций и других средств передачи основных ценностей, убеждений, идеологии, которые направляют деятельность предприятия в нужное русло».(Г. Морган (Gareth Morgan, 1986))
- Совокупность идей, ценностей, общепризнанных моделей и норм поведения, присущих конкретной организации; совместный опыт членов организации, формирующийся в ходе коллективной деятельности и выраженный как материальными, так и духовными формами[4]. (А. Н. Крылов, 2014)
- «Корпоративная (внутренняя или организационная) культура — система, состоящая из комплекса правил поведения, символов, ритуалов, традиций и ценностей, принятых в организации, обязательная для всех её работников, разделяемая и исполняемая ими. Эта система должна функционировать достаточно длительное время, стать привычной для работников, содействовать успешному взаимодействию и согласованным действиям работников и всех уровней управления организации для достижения её целей, и таким образом подтвердив свою состоятельность передаваться новым работникам как образец исполнения. Корпоративная культура напрямую зависит от целей организации, пронизывает всю её систему и является тем нематериальным активом, который обеспечивает успех или неуспех организации в будущем. Ключевую роль в реализации всего комплекса корпоративной культуры играет высшее руководство организации и руководители её подразделений. Корпоративная культура начинает давать положительные результаты тогда, когда её реально, а не на словах, разделяет и поддерживает большинство работников предприятия»[5]. (О. Н. Шинкаренко, 2011)

## Виды корпоративных культур по Дж. Зонненфельду
В типологии Дж. Зонненфельда (Jeffrey Sonnenfeld) различаются четыре типа культур: «бейсбольная команда», «клубная культура», «академическая культура», «оборонная культура» («крепость»). Каждая из вышеперечисленных культур имеет разный потенциал для поддержки состояния и успеха компании и по-разному сказывается на карьере работников.
В «бейсбольной команде» ключевые успешные сотрудники считают себя «свободными игроками», за них между работодателями ведётся активная конкуренция на рынке рабочей силы. Работников с невысокими личностными и профессиональными показателями быстро увольняют по инициативе работодателей.
«Клубная культура» характеризуется лояльностью, преданностью и сработанностью сотрудников, командной работой. Стабильные и безопасные условия способствуют поощрению возраста сотрудников, опыта и должностного преимущества. Карьерный рост происходит медленно и постепенно. От работника ожидают, что на каждом новом уровне он должен постигнуть все тонкости данной работы и овладеть мастерством, поэтому работники имеют широкий профессиональный кругозор.
В компании с «академической культурой» набирают новых молодых сотрудников, которые проявляют интерес к долговременному сотрудничеству и согласны медленно продвигаться по служебной лестнице. В отличие от «клубной культуры», работники здесь редко переходят из одного отдела в другой или из одного направления в другое. Основанием для поощрения и продвижения являются хорошая работа и профессиональное мастерство. Подобная культура ограничивает широкое развитие личности сотрудника и препятствует внутриорганизационной кооперации.
В «оборонной культуре» нет гарантии постоянной работы, нет возможности для профессионального роста, так как компаниям часто приходится подвергаться реструктуризации и сокращать свой персонал, чтобы адаптироваться к новым внешним условиям. Такая культура губительна для работников, но при этом представляет прекрасные возможности для некоторых уверенных в своих силах менеджеров, которые любят принимать вызов.

## Позитивные и негативные корпоративные культуры
В зависимости от характера влияния корпоративной культуры на общую результативность деятельности предприятия выделяют «положительную» (в некоторых источниках «позитивную») и «отрицательную» («негативную») культуры. Культура организации положительна, если она способствует эффективному решению проблем и росту производительности, стимулирует результативность деятельности предприятия и/или его развитие, является источником принятия грамотных управленческих решений. Отрицательная культура — источник сопротивления и общего хаоса, может препятствовать эффективному процессу принятия решений, общему функционированию предприятия и его развитию.
Критерии разделения культур на положительные и отрицательные складываются из нескольких составляющих (на основании классификации, предложенной С. Г. Абрамовой и И. А. Костенчук):
1. По степени взаимоадекватности доминирующей иерархии ценностей и преобладающих способов их реализации выделяют «стабильные» (высокая степень) и «нестабильные» (низкая степень) культуры. Стабильная культура характеризуется четко заданными нормами поведения и традициями. Нестабильная — отсутствием четких представлений об оптимальном, допустимом и недопустимом поведении, а также «колебаниями» социально-психологического статуса работников.
2. По степени соответствия иерархии личных ценностей каждого из сотрудников и иерархической системы внутригрупповых ценностей выделяются «интегративная» (высокая степень) и «дезинтегративная» (низкая степень) культуры. Интегративная культура характеризуется единством общественного мнения и внутригрупповой сплоченностью. Дезинтегративная — отсутствием единого общественного мнения, разобщенностью и конфликтностью.
3. По содержанию доминирующих в организации ценностей выделяются «личностно-ориентированные» и «функционально-ориентированные» культуры. Первая фиксирует ценности самореализации и саморазвития личности сотрудника в процессе и посредством осуществления его профессионально-трудовой деятельности. Для второй основная ценность заключается в реализации функционально заданных алгоритмов осуществления профессионально-трудовой деятельности и статусно-определённых моделей поведения.

«Организационная культура — это осознанные и неосознанные представления, разделяемые сотрудниками организации и её руководством, касающихся групповых норм поведения, ценностей, убеждений, традиций, способов деятельности, запретов, ожиданий, а также понятий о прошлом, настоящем и будущем фирмы".
По мнению С. Г. Абрамовой и И. А. Костенчук, характер организационной культуры проявляется через систему отношений:
1. отношение работников к своей профессионально-трудовой деятельности;
2. отношение работников к предприятию;
3. функциональные и межличностные отношения сотрудников.

Позитивная культура фиксирует ценность профессионально-трудовой деятельности как способа реализации ценности саморазвития, а также ценность предприятия как условия реализации саморазвития. Негативная — отражает ситуацию, когда деятельность на конкретном предприятии в различной степени выгодна сотруднику, но не ценна с точки зрения его саморазвития и самореализации.
Исследования «отрицательных» культур выявили, что в этих фирмах преобладают следующие отношения: равнодушие, обезличивание проблем, слепое подчинение, консерватизм, изоляционизм, антипатия. По мнению специалистов в области управления человеческими ресурсами, в компаниях с «негативной» культурой отмечается ряд проблем: наличие слухов и сплетен, подрывающих авторитет предприятия у его работников, общественности и партнёров; недоверие руководителям всех уровней; высокая текучесть кадров; «умственная» текучесть кадров, то есть работники присутствуют физически, но интеллектуально и эмоционально «отсутствуют», работают в течение дня несколько часов, выполняют лишь самое необходимое, работают недостаточно качественно, искусственно растягивают время выполнения задания, а остальное время уходит на перекуры, чаепитие, непроизводственные разговоры и т. д.
Позитивная культура характеризуется следующими особенностями социально-трудовых отношений:
1. Восприятие сотрудником себя как субъекта, чья профессионально-трудовая деятельность влияет на общую результативность деятельности предприятия и определяет стратегию его развития.
2. Осознанное принятие личной ответственности за общий продукт совместной деятельности организации. Добросовестное отношение к своим производственным обязанностям становится нормой поведения работника. Общественное мнение негативно настроено к проявлениям фиктивной трудовой активности.
3. Ориентация сотрудника на поиск, разработку, выбор и воплощение наиболее оптимальных способов осуществления своей деятельности. У работников формируется ощущение ответственности за качество продукта и порождает заинтересованность в его повышении. Трудовая деятельность любого вида приобретает творческий характер, что создает общую атмосферу увлеченности своей работой.
4. Профессионально-трудовая деятельность позитивно влияет на личностное развитие.
5. Ощущение взаимоадекватности личных и коллективных критериев собственной ценности. Успешность сотрудника в результате становится основанием как для самоуважения, так и для уважения со стороны коллег. Повышается эффективность делового взаимодействия, что является объективным условием установления доброжелательных межличностных отношений в коллективе.

## Некоторые типы современной российской организационной культуры
Некоторые российские исследователи выделяют следующие типы современной российской организационной культуры: «друзья», «семья», культура «начальника».
Тип «друзья» характерен для фирм, создаваемых в годы перестройки, когда открывались возможности для создания новых структур, для смены сферы деятельности. Пробиться в новой сфере в одиночку было очень трудно, люди чувствовали себя неуверенно, и поэтому они привлекали в свои фирмы друзей и близких. В коммерческой деятельности друзья стремились, прежде всего, сохранить дружбу, но организационные цели рано или поздно входили в противоречие с культурой межличностных отношений и разрушали их, дружба превращалась в соперничество и даже ненависть.
Организация с типом «семья» характеризуется жёсткой иерархией, существуют роли отца и матери, старших и младших сестёр и братьев. Взаимоотношения основаны на чувствах, полное отсутствие каких-либо официальных правил. Руководитель уверен, что подчинённые должны понимать его с полуслова и полунамёка, а подчинённые, не получая чётких указаний, пытаются сами почувствовать, чего руководитель от них хочет. Такая «игра в телепатию» приводит к серьёзным ошибкам и потерям для организации. Как правило, при жёсткой статусной иерархии обязанности и функции не распределены. Каждый «старший» может что-то поручать любому «младшему», иметь с ним секреты, а каждый «младший» стремится проявить себя перед «отцом». Каждый здесь делает не то, что он обязан, а то, что ему кажется наиболее важным, исходя из семейных отношений.
Культура «начальника» характеризует тот факт, что в России существует страх перед начальником, руководителем. В то же время все проблемы организации связывают с ошибками вышестоящего руководства. Руководителей принято считать некомпетентными, а иногда просто глупыми. Сотрудники верят, что в других компаниях есть хорошие руководители, которые могли бы всё изменить и сделать лучше. В результате люди на всех уровнях иерархии ругают вышестоящих, при этом ощущая свою реальную беспомощность.
Для формирования корпоративной культуры на российских предприятиях руководство прибегает к одному из следующих способов:
1. Усиление контроля над сотрудниками, введение штрафов за несоблюдение корпоративной культуры и другие административные меры.
2. Создание специальных отделов и назначение лиц, ответственных за корпоративную культуру. В данном случае принципы корпоративной культуры подробно прописываются во внутренних документах организации.
3. Приглашение внешних специалистов для формирования корпоративной культуры.

## Феноменологическая концепция организационной культуры
В рамках этого подхода постулируется обусловленность будущего развития прошлым опытом организации. Это вытекает из положения, что поведение членов организации определяется ценностями и базовыми представлениями, вырабатываемыми в результате исторического развития организации. Кроме того, большая роль в формировании и изменении организационной культуры отводится руководству организации. Именно поэтому эта концепция называется рациональной — формирование организационной культуры рассматривается как сознательный и контролируемый процесс.
Появление рационалистических концепций организационной культуры связывают с именем Эдгара Шейна. Он определяет организационную культуру как «паттерн коллективных базовых представлений, обретаемых группой при разрешении проблем адаптации к изменениям внешней среды и внутренней интеграции, эффективность которого оказывается достаточной для того, чтобы считать его ценным и передавать новым членам группы в качестве правильной системы восприятия и рассмотрения проблем».
Есть две группы проблем: 1) проблема выживания и адаптации при изменении внешних условий существования группы и 2) проблема интеграции внутренних процессов, обеспечивающих возможность этого выживания и адаптации. Любая группа с момента своего возникновения и до достижения ею стадии зрелости и упадка сталкивается с этими проблемами. При решении этих проблем и происходит формирование культуры организации.
Процесс формирования культуры в некотором смысле идентичен процессу создания самой группы, поскольку «сущность» группы, характерные для её участников мысли, взгляды, чувства и ценности, являющиеся следствием коллективного опыта и коллективного обучения, выражаются в системе принятых группой представлений, называемых культурой.

### Уровни культуры по Шейну
Эдгар Шейн считает, что культуру нужно изучать на трёх уровнях: артефактов, провозглашаемых ценностей и базовых представлений. Эти уровни по сути характеризуют глубину исследования.

#### Артефакты
Артефакты — это видимые организационные структуры и процессы, воспринимаемые факторы внутренней среды организации. Артефакты можно увидеть, услышать, пощупать. Как следствие, объекты этого уровня легко можно описать. К артефактам относятся форма одежды, речевые обороты, архитектура и планировка здания, символика, обряды и ритуалы организации. Обычно артефакты возникают не на пустом месте. Они вытекают из более глубоких уровней культуры, являются выражением ценностей, которые установились в организации за время её становления, были привнесены основателем и последующими руководителями и сотрудниками.

#### Провозглашаемые ценности
Под провозглашаемыми ценностями понимаются высказывания и действия членов организации, которые отражают общие ценности и убеждения. Провозглашаемые ценности задаются руководством компании как часть стратегии или по каким-либо другим причинам. Сотрудникам известно об этих ценностях, и они сами делают выбор, принимать эти ценности, сделать вид и адаптироваться к ситуации, или отвергнуть. Если руководство в своем стремлении утвердить определенные ценности достаточно упорно, если появляются артефакты, отражающие значимость этих ценностей для организации, тогда ценности проходят проверку. Через определенный промежуток времени становится ясно, к победам или поражениям в бизнесе приводит приверженность к провозглашаемым ценностям.
В первом варианте, если организация не добьется успеха, в ней сменится лидер или же прежний лидер пересмотрит стратегию и политику. И тогда провозглашаемые ценности отойдут, будут изменены. Во втором варианте, если организация достигнет своих целей, сотрудники обретут уверенность в том, что идут по правильной дороге. Соответственно, и отношение к провозглашаемым ценностям компании станет другим. Эти ценности перейдут на более глубокий уровень — уровень базовых представлений.

#### Базовые представления
Базовые представления — это основа культуры организации, которую её члены могут не осознавать и считать непреложной. Именно эта основа определяет поведение людей в организации, принятие тех или иных решений.
Базовые представления, или предположения, — «глубинный» уровень культуры организации. Они открыто не выражаются в артефактах и, что ещё более важно, не могут быть описаны даже участниками организации. Эти представления находятся на подсознательном уровне сотрудников, являются для них само собой разумеющимися. Вероятнее всего, эти представления обладают такой силой, поскольку привели компанию к успеху. Если найденное решение проблемы оправдывает себя раз за разом, оно начинает восприниматься как нечто должное. То, что было некогда гипотезой, принимаемой только интуитивно или условно, постепенно превращается в реальность. Базовые представления кажутся членам группы настолько очевидными, что варьирование поведения в рамках данной культурной единицы сводится к минимуму. На деле, если группа придерживается какого-то базового представления, то поведение, которое держится на любых иных представлениях, будет казаться участникам группы непонятным.
Базовые представления имеют отношение к фундаментальным аспектам существования, которыми могут быть: природа времени и пространства; природа человека и человеческой активности; природа истины и способы её обретения; правильные взаимоотношения индивида и группы; относительная важность работы, семьи и саморазвития; обретение мужчинами и женщинами своей истинной роли и природа семьи.
Мы не заручаемся новыми представлениями в каждой из этих областей, попадая в новую группу или организацию. Каждый член новой группы привносит свой культурный «багаж», приобретенный им в предыдущих группах; когда же у новой группы возникает собственная история, она может изменить частично либо целиком эти представления, связанные с важнейшими областями её опыта. Из этих-то новых представлений и складывается культура данной конкретной группы.
Сотрудники, не следующие базовым представлениям, рано или поздно окажутся «в опале», поскольку между ними и их коллегами возникнет «культурный барьер».
Существует также ордерная концепция корпоративной культуры (недоступная ссылка):
В соответствии с ордерным подходом организационная культура понимается как этико-детерминированный сложный социально-психологический порядок, имеющий как «внешний» (организационный), так и «внутренний» (личностный) аспекты.
Ордерное определение организационной культуры гласит, что она есть сложный социопсихологический порядок интеракций, направляемых и регулируемых системой этических смыслов.
Основной функцией оргкультуры является упорядочивание всех видов активности, используемых в процессе достижения цели, стоящей перед организацией.
Элементная база оргкультурной системы включает в себя материальные, нематериальные и смешанные (комбинированные) типы элементов. Две последних разновидности (комбинированные и нематериальные) делятся, в свою очередь, на три группы: а) эмоционально-образные; б) символические; в) рационально-рефлексивные группы элементов.
Объяснительная модель происхождения культурных различий, обнаруживающих себя на уровне личности, исходит из представления о том, что лидер организации инициирует определенный тип управленческого взаимодействия, который в итоге и порождает всю сложную совокупность организационных взаимодействий /отношений, определяемых как социопсихологический ордер (порядок). Иначе: лидер задает тип управленческого взаимодействия, порождающий организационную культуру.

### Изменение организационной культуры
Базовые представления не вызывают возражений или сомнений, и потому изменение их крайне затруднительно. Для того чтобы освоить в этой области нечто новое, необходимо воскресить, перепроверить и, возможно, изменить некоторые из наиболее устойчивых элементов когнитивной структуры. Подобная процедура крайне затруднительна, поскольку перепроверка базовых представлений на некоторое время дестабилизирует когнитивное пространство и пространство межличностных представлений, порождая массу тревог.
Люди не любят тревожиться и потому предпочитают считать, что происходящее соответствует их представлениям даже в тех случаях, когда это приводит к искаженному, противоречивому и фальсифицированному восприятию и истолкованию событий. В психических процессах такого рода культура обретает особую силу. Культура как набор базовых представлений определяет, на что мы должны обращать внимание, в чём состоит смысл тех или иных предметов и явлений, какой должна быть эмоциональная реакция на происходящее, какие действия следует предпринимать в той или иной ситуации.
Человеческий разум нуждается в когнитивной стабильности. По этой причине сомнение в состоятельности базового представления всегда вызывает у человека тревогу и ощущение незащищённости. В этом смысле коллективные базовые представления, составляющие суть культуры группы, могут рассматриваться как на индивидуальном, так и на групповом уровне в качестве психологических когнитивных защитных механизмов, обеспечивающих функционирование группы. Осознание этого положения представляется особенно важным при рассмотрении возможности изменения тех или иных аспектов групповой культуры, ибо проблема эта не менее сложна, чем проблема изменения индивидуальной системы защитных механизмов. И в том и в другом случае все определяется умением справиться с тревожными чувствами, которые возникают при любых преобразованиях, затрагивающих этот уровень.
Если представления, не совпадающие с представлениями группы, присущи только какому-то индивиду и являются отражением его уникального опыта, они могут быть скорректированы достаточно просто, поскольку он быстро поймет, что все остальные придерживаются другой позиции. Культура же сильна именно потому, что коллективные представления взаимно усиливают друг друга.